# Éterpigny, Somme
Éterpigny là một thị trấn ở tỉnh Somme trong vùng Hauts-de-France, Pháp.

## Địa lý
Éterpigny is Xã này tọa lạc hai bên bờ sông Somme, tại giao lộ của các đường N17 và đường D62, khoảng 48 km (30 mi) về phía đông của Amiens.

## Dân số
| 1962                                                           | 1968 | 1975 | 1982 | 1990 | 1999 |
| -------------------------------------------------------------- | ---- | ---- | ---- | ---- | ---- |
| 119                                                            | 124  | 143  | 167  | 185  | 184  |
| Số liệu điều tra dân số từ năm 1962, dân số không tính hai lần |      |      |      |      |      |